# لوئی-ژروم گویه
لوئی-ژروم گویه (فرانسوی: Louis-Jérôme Gohier‎; ۲۷ فوریهٔ ۱۷۴۶ – ۲۹ مهٔ ۱۸۳۰) سیاستمدار فرانسوی در دوران انقلاب فرانسه بود.
وی از سپتامبر تا نوامبر ۱۷۹۹ رئیس دیرکتوار فرانسه و از سال ۱۷۹۳ تا ۱۷۹۴ وزیر دادگستری فرانسه بوده است.